# Кубок Шотландії з футболу 1901—1902
Кубок Шотландії з футболу 1901–1902 — 29-й розіграш кубкового футбольного турніру у Шотландії. Титул вдруге здобув Гіберніан.

## Перший раунд
| Команда 1                    | Рахунок | Команда 2                 |
| ---------------------------- | ------- | ------------------------- |
| 28 грудня 1901               |         |                           |
| Арброт (-)                   | 3:2     | Кілвінінг Едлінгтон (-)   |
| 1 січня 1902                 |         |                           |
| Артурлі (2)                  | 1:1     | Порт-Глазго Атлетік (2)   |
| Ейр (2)                      | 0:0     | Данді (1)                 |
| Селтік (1)                   | 3:0     | Торнлібенк (-)            |
| Фолкерк (-)                  | 2:0     | Лочгеллі Юнайтед (-)      |
| Форфар Атлетік (-)           | 3:2     | Аберкорн (2)              |
| Гарт оф Мідлотіан (1)        | 0:0     | Ковденбіт (-)             |
| Гіберніан (1)                | 2:0     | Клайд (2)                 |
| Інвернесс Каледоніан (-)     | 6:1     | Странрар(-)               |
| Кілмарнок (1)                | 4:0     | Партік Тісл (2)           |
| Квінз Парк (1)               | 7:0     | Максвелтаун Волунтірс (-) |
| Рейнджерс (1)                | 6:1     | Джонстоун (-)             |
| Сент-Бернардс (2)            | 1:0     | Мотервелл (2)             |
| Сент-Міррен (1)              | 1:0     | Ейрдріоніанс (2)          |
| Стенхаузмур (-)              | 6:1     | Стенлі (-)                |
| Терд Ланарк (1)              | 0:0     | Грінок Мортон (1)         |
| 18 січня 1902 (перегравання) |         |                           |
| Порт-Глазго Атлетік (2)      | 3:1     | Артурлі (2)               |
| Данді (1)                    | 2:0     | Ейр (2)                   |
| Ковденбіт (-)                | 0:3     | Гарт оф Мідлотіан (1)     |
| Грінок Мортон (1)            | 2:3     | Терд Ланарк (1)           |

## Другий раунд
| Команда 1               | Рахунок | Команда 2                |
| ----------------------- | ------- | ------------------------ |
| 25 січня 1902           |         |                          |
| Арброт (-)              | 2:3     | Селтік (1)               |
| Фолкерк (-)             | 2:0     | Сент-Бернардс (2)        |
| Форфар Атлетік (-)      | 1:4     | Квінз Парк (1)           |
| Гарт оф Мідлотіан (1)   | 4:1     | Терд Ланарк (1)          |
| Кілмарнок (1)           | 2:0     | Данді (1)                |
| Порт-Глазго Атлетік (2) | 1:5     | Гіберніан (1)            |
| Рейнджерс (1)           | 5:1     | Інвернесс Каледоніан (-) |
| Сент-Міррен (1)         | 6:0     | Стенхаузмур (-)          |

## Чвертьфінали
| Команда 1                     | Рахунок | Команда 2             |
| ----------------------------- | ------- | --------------------- |
| 8 лютого 1902                 |         |                       |
| Фолкерк (-)                   | 0:2     | Сент-Міррен (1)       |
| 15 лютого 1902                |         |                       |
| Гарт оф Мідлотіан (1)         | 1:1     | Селтік (1)            |
| 22 лютого 1902                |         |                       |
| Квінз Парк (1)                | 1:7     | Гіберніан (1)         |
| Рейнджерс (1)                 | 2:0     | Кілмарнок (1)         |
| 22 лютого 1902 (перегравання) |         |                       |
| Селтік (1)                    | 2:1     | Гарт оф Мідлотіан (1) |

## Півфінали
| Команда 1       | Рахунок | Команда 2     |
| --------------- | ------- | ------------- |
| 22 березня 1902 |         |               |
| Рейнджерс (1)   | 0:2     | Гіберніан (1) |
| Сент-Міррен (1) | 2:3     | Селтік (1)    |

## Фінал
| 26 квітня 1902 15:00 (CET) |

| Гіберніан (1) | 1:0      | Селтік (1) |
| ------------- | -------- | ---------- |
| Макгічан 75'  | Протокол |            |

| Селтік Парк, Глазго Глядачів: 16 000 |